# Nembe
Nembe este un oraș din statul Bayelsa, Nigeria. Are 760 km².